# 東大更站
東大更站（日语：／ Higashi-Ōbuke eki */?）是位於岩手縣八幡平市大更第7地割99番，東日本旅客鐵道（JR東日本）的花輪線車站。

## 歷史
- 1960年（昭和35年）12月1日：日本國有鐵道開設此站，當時車站位於岩手郡西根村（日语：西根町）。
- 1987年（昭和62年）4月1日：伴隨國鐵分割民營化，車站由東日本旅客鐵道（JR東日本）營運。
- 2018年（平成30年）6月1日：隨著大更站改為業務委託車站，此站改由盛岡站管理。

## 車站構造
車站是一座地面車站，設有1面1線的單式月台。
此站是由盛岡站管理的無人車站。在月台上設有候車室。

## 車站周邊
- 縣道301號澀民田頭線（日语：岩手県道301号渋民田頭線）
- 赤川
- 松川

## 相鄰車站
東日本旅客鐵道（JR東日本）
■花輪線
好摩－東大更－大更

## 注腳
1. 1 2  . JR東日本. 東日本旅客鐵道. 2020年11月14日  [2020年11月14日] （日语）.

## 外部連結
- 車站資訊（東大更）：東日本旅客鐵道（日語）